# 吳玉琴
吳玉琴（1964年8月15日—），中華民國民主進步黨籍政治人物，第9屆（排名第二）及第10屆（排名第一）全國不分區立法委員，社會福利活動家。

## 生平
出生於嘉義縣鹿草鄉，自小受到兄長的幫助，才能繼續升學。吳玉琴擔任中華民國老人福利推動聯盟秘書長19年，協助修正《老人福利法》，參與制定《國民年金法》和長照政策，並推動「失蹤老人協尋中心」、「失智症守護天使訓練計畫」等方案。2013年起擔任台灣社會福利總盟理事長，為弱勢族群爭取福利。2016年代表民進黨出任不分區立委。

## 選舉紀錄
| 年度 | 選舉屆數           | 選舉區                                 | 所屬政黨   | 得票數    | 得票率 | 當選標記 | 備註 |
| ---- | ------------------ | -------------------------------------- | ---------- | --------- | ------ | -------- | ---- |
| 2016 | 第九屆立法委員選舉 | 全國不分區及僑居國外國民立法委員選舉區 | 民主進步黨 | 5,370,953 | 44.06% |          |      |
| 2020 | 第十屆立法委員選舉 | 全國不分區及僑居國外國民立法委員選舉區 | 民主進步黨 | 4,811,241 | 33.98% |          |      |

## 榮譽
衛生福利部第一屆紫絲帶獎。

## 外部連結
吳玉琴的Facebook專頁